# Vladimir Gorjaev
Vladimir Michajlovič Gorjaev (in russo Владимир Михайлович Горяев?; Nikulino, 19 maggio 1939) è un ex triplista sovietico.

## Biografia
All'apice della carriera vinse la medaglia d'argento ai Giochi olimpici di Roma 1960.

## Palmarès
| Anno | Manifestazione  | Sede     | Evento       | Risultato | Prestazione | Note |
| ---- | --------------- | -------- | ------------ | --------- | ----------- | ---- |
| 1960 | Giochi olimpici | Roma     | Salto triplo | Argento   | 16,63 m     |      |
| 1962 | Europei         | Belgrado | Salto triplo | Argento   | 16,39 m     |      |